# Gran Premio del Brasile 1998
Il Gran Premio del Brasile 1998 fu il secondo appuntamento della stagione di Formula 1 1998.
Disputatosi il 29 marzo sul Circuito di Interlagos, ha visto la vittoria di Mika Häkkinen su McLaren, seguito da David Coulthard e da Michael Schumacher.

## Pre Gara
Il giovedì sera, al termine delle verifiche tecniche, la Ferrari e altre cinque scuderie fanno reclamo contro il famigerato terzo pedale McLaren. Il dispositivo "Selective braking" McLaren viene giudicato illegale da parte dei commissari sportivi.
Anche Sauber, Jordan e Williams che nel frattempo lo stavano sperimentando sono bloccate dalla decisione dei commissari sportivi. La decisione della FIA desta un certo stupore, in quanto il dispositivo era stato precedentemente approvato; comunque Ron Dennis decide di non fare appello.
Durante le prove libere Panis fu protagonista di un brutto incidente alla curva 5. Nonostante la violenza dell'impatto,ne uscì senza conseguenze fisiche. Diversi piloti, quali Herbert, Ralf Schumacher, Fisichella, Villeneuve e altri ancora, furono protagonisti di incidenti. Addirittura Damon Hill urtò le barriere all'ingresso della pit lane.

## Qualifiche

### Resoconto
Nelle prove nulla cambia rispetto alla gara di apertura, con Häkkinen che conquista la sua terza pole position in carriera; grazie al secondo tempo ottenuto da Coulthard, la McLaren occupa completamente la prima fila per la 34ª volta nella sua storia.
Dietro il duo McLaren si piazza Frentzen, staccato di più di un secondo; seguono Michael Schumacher, Wurz, Irvine, Fisichella e Ralf Schumacher; male il campione del Mondo in carica Jacques Villeneuve, solo decimo e preceduto anche da Panis.

### Risultati
| Pos | N  | Pilota                | Costruttore           | Pneumatici | Tempo    | Distacco |
| --- | -- | --------------------- | --------------------- | ---------- | -------- | -------- |
| 1   | 8  | Mika Häkkinen         | McLaren - Mercedes    | B          | 1'17"092 |          |
| 2   | 7  | David Coulthard       | McLaren - Mercedes    | B          | 1'17"757 | +0"665   |
| 3   | 2  | Heinz-Harald Frentzen | Williams - Mecachrome | G          | 1'18"109 | +1"017   |
| 4   | 3  | Michael Schumacher    | Ferrari               | G          | 1'18"250 | +1"158   |
| 5   | 6  | Alexander Wurz        | Benetton - Playlife   | B          | 1'18"261 | +1"169   |
| 6   | 4  | Eddie Irvine          | Ferrari               | G          | 1'18"449 | +1"357   |
| 7   | 5  | Giancarlo Fisichella  | Benetton - Playlife   | B          | 1'18"652 | +1"560   |
| 8   | 10 | Ralf Schumacher       | Jordan - Mugen-Honda  | G          | 1'18"735 | +1"643   |
| 9   | 14 | Olivier Panis         | Prost - Peugeot       | B          | 1'18"753 | +1"661   |
| 10  | 1  | Jacques Villeneuve    | Williams - Mecachrome | G          | 1'18"761 | +1"669   |
| 11  | 9  | Damon Hill            | Jordan - Mugen-Honda  | G          | 1'18"988 | +1"896   |
| 12  | 12 | Jarno Trulli          | Prost - Peugeot       | B          | 1'19"069 | +1"977   |
| 13  | 18 | Rubens Barrichello    | Stewart - Ford        | B          | 1'19"344 | +2"252   |
| 14  | 15 | Johnny Herbert        | Sauber - Petronas     | G          | 1'19"375 | +2"283   |
| 15  | 14 | Jean Alesi            | Sauber - Petronas     | G          | 1'19"449 | +2"357   |
| 16  | 19 | Jan Magnussen         | Stewart - Ford        | B          | 1'19"644 | +2"552   |
| 17  | 21 | Toranosuke Takagi     | Tyrrell - Ford        | G          | 1'20"203 | +3"111   |
| 18  | 22 | Shinji Nakano         | Minardi - Ford        | B          | 1'20"390 | +3"298   |
| 19  | 23 | Esteban Tuero         | Minardi - Ford        | B          | 1'20"459 | +3"367   |
| 20  | 17 | Mika Salo             | Arrows                | B          | 1'20"481 | +3"389   |
| 21  | 20 | Ricardo Rosset        | Tyrrell - Ford        | G          | 1'20"748 | +3"656   |
| 22  | 16 | Pedro Diniz           | Arrows                | B          | 1'20"847 | +3"755   |

## Gara

### Resoconto
Quando si spengono i semafori Häkkinen è il più veloce ad affrontare la prima curva; parte invece male Schumacher, infilato da Irvine e Wurz, che viene però passato di nuovo dal pilota tedesco nel corso del primo passaggio. Alla quarta curva finisce la corsa di Ralf Schumacher, che in due Gran Premi non ha concluso che un giro. Le McLaren prendono subito un passo insostenibile per gli altri: al termine del primo giro Frentzen, terzo, ha già un distacco di cinque secondi. Dietro di lui Irvine, Schumacher, Wurz, Villeneuve, Fisichella, Barrichello e Alesi. Al 10º giro Schumacher passa il compagno Irvine alla staccata della prima curva; anche Herbert fa lo stesso con Trulli.
Liberatosi di Irvine, Schumacher comincia a girare con tempi vicini a quelli McLaren e si avvicina a Frentzen.
Al 18º giro si ritira Trulli; due tornate più tardi tocca anche a Salo e Takagi. Il vantaggio delle due McLaren sugli inseguitori sale a circa 30". Comincia poi la prima serie di pit stop, grazie alla quale Schumacher passa terzo davanti a Frentzen. Le Mclaren hanno optato come le Benetton per una sola sosta; Häkkinen adesso è in testa davanti a Coulthard, terzo è Wurz a ben 49", seguono Schumacher, Frentzen, Fisichella, Barrichello, Alesi e Irvine, Panis e Villeneuve. Quest'ultimo dà vita ad una bella rimonta, superando Panis, Irvine e Alesi alla prima curva. Cominciano i rifornimenti anche per le McLaren e per le Benetton, mentre si ritira la Minardi di Tuero.
Wurz si avvicina minacciosamente a Frentzen e dopo un primo attacco lo passa al 52º giro, proprio mentre Schumacher rientra dai box dopo il secondo cambio gomme. Al 50º passaggio Häkkinen conduce davanti a Coulthard, Schumacher, Irvine, Wurz, Frentzen, Fisichella, Villeneuve, Alesi e Panis. Al 54º giro si ferma anche Irvine che rientra all'ottavo posto; durante gli ultimi giri non si verificano ulteriori cambiamenti di posizione, con l'eccezione dei ritiri di Barrichello e Panis. Häkkinen vince così la terza gara consecutiva e grazie al secondo posto di Coulthard la McLaren ottiene la 29a doppietta della sua storia. Terzo Schumacher al primo podio stagionale, quarto l'ottimo Wurz, ultimo non doppiato; a punti infine anche Frentzen e Fisichella. In Classifica il duo McLaren allunga con Häkkinen 20 e Coulthard 12; il terzo, Frentzen, ha solo 6 punti.

### Risultati
| Pos | N  | Pilota                | Costruttore           | Pneumatici | Giri | Tempo/Ritiro                    | Griglia | Punti |
| --- | -- | --------------------- | --------------------- | ---------- | ---- | ------------------------------- | ------- | ----- |
| 1   | 8  | Mika Häkkinen         | McLaren - Mercedes    | B          | 72   | 1h37'11"747                     | 1       | 10    |
| 2   | 7  | David Coulthard       | McLaren - Mercedes    | B          | 72   | +1"102                          | 2       | 6     |
| 3   | 3  | Michael Schumacher    | Ferrari               | G          | 72   | +1'00"550                       | 4       | 4     |
| 4   | 6  | Alexander Wurz        | Benetton - Playlife   | B          | 72   | +1'07"453                       | 5       | 3     |
| 5   | 2  | Heinz-Harald Frentzen | Williams - Mecachrome | G          | 71   | +1 giro                         | 3       | 2     |
| 6   | 5  | Giancarlo Fisichella  | Benetton - Playlife   | B          | 71   | +1 giro                         | 7       | 1     |
| 7   | 1  | Jacques Villeneuve    | Williams - Mecachrome | G          | 71   | +1 giro                         | 10      |       |
| 8   | 4  | Eddie Irvine          | Ferrari               | G          | 71   | +1 giro                         | 6       |       |
| 9   | 14 | Jean Alesi            | Sauber - Petronas     | G          | 71   | +1 giro                         | 15      |       |
| 10  | 19 | Jan Magnussen         | Stewart - Ford        | B          | 70   | +2 giri                         | 16      |       |
| Rit | 15 | Johnny Herbert        | Sauber - Petronas     | G          | 67   | Problemi fisici                 | 14      |       |
| SQ  | 9  | Damon Hill            | Jordan - Mugen-Honda  | G          | 70   | Squalificato per auto sottopeso | 11      |       |
| Rit | 11 | Olivier Panis         | Prost - Peugeot       | B          | 63   | Motore                          | 9       |       |
| Rit | 18 | Rubens Barrichello    | Stewart - Ford        | B          | 56   | Cambio                          | 13      |       |
| Rit | 20 | Ricardo Rosset        | Tyrrell - Ford        | G          | 52   | Cambio                          | 21      |       |
| Rit | 23 | Esteban Tuero         | Minardi - Ford        | B          | 44   | Acceleratore                    | 19      |       |
| Rit | 16 | Pedro Diniz           | Arrows                | B          | 26   | Cambio                          | 22      |       |
| Rit | 21 | Toranosuke Takagi     | Tyrrell - Ford        | G          | 19   | Motore                          | 17      |       |
| Rit | 17 | Mika Salo             | Arrows                | B          | 18   | Motore                          | 20      |       |
| Rit | 12 | Jarno Trulli          | Prost - Peugeot       | B          | 17   | Pompa benzina                   | 12      |       |
| Rit | 22 | Shinji Nakano         | Minardi - Ford        | B          | 3    | Testacoda                       | 18      |       |
| Rit | 10 | Ralf Schumacher       | Jordan - Mugen-Honda  | G          | 0    | Testacoda                       | 8       |       |

## Dopo la gara
A fine gara la Jordan di Damon Hill, arrivato decimo, è stata trovata sottopeso e tolta dalla classifica.

## Classifiche

### Piloti
| Pos. | Pilota                | Punti |
| ---- | --------------------- | ----- |
| 1    | Mika Häkkinen         | 20    |
| 2    | David Coulthard       | 12    |
| 3    | Heinz-Harald Frentzen | 6     |
| 4    | Michael Schumacher    | 4     |
| 5    | Alexander Wurz        | 3     |
| 5    | Eddie Irvine          | 3     |
| 7    | Jacques Villeneuve    | 2     |
| 8    | Johnny Herbert        | 1     |
| 8    | Giancarlo Fisichella  | 1     |

### Costruttori
| Pos. | Team                  | Punti |
| ---- | --------------------- | ----- |
| 1    | McLaren - Mercedes    | 32    |
| 2    | Williams - Mecachrome | 8     |
| 3    | Ferrari               | 7     |
| 4    | Benetton - Playlife   | 4     |
| 5    | Sauber - Petronas     | 1     |